# Dorbignyolus
Dorbignyolus é um género de Scarabaeidae ou escaravelhos na superfamília Scarabaeoidea.